# حشره‌خوارهای هند غربی
حشره‌خوارهای هند غربی (نام علمی: Nesophontes) نام یک سرده از راسته حشره‌خوارسانان است.